# Dov Karmi

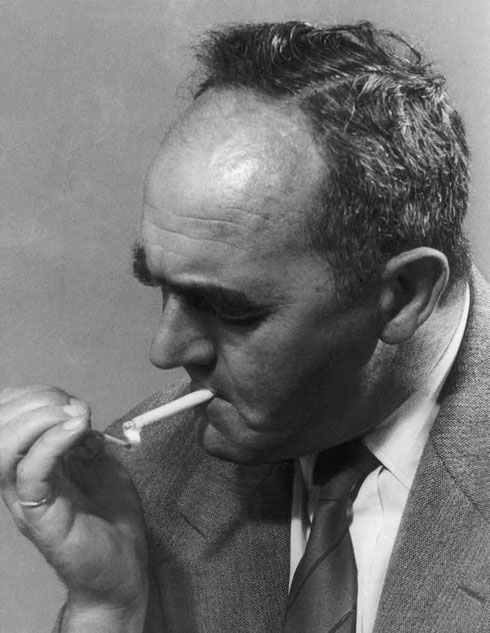
Dov Karmi

Dov Karmi (* 1905 in Odessa; † 14. Mai 1962 in Tel Aviv) war ein israelischer Architekt.

## Leben
Karmi wurde 1905 als Sohn von Hannah und Sholom Weingarten in der heutigen Ukraine geboren, die damals Teil des russischen Kaiserreichs war. 1921 emigrierte er mit seiner Familie in das Britische Mandatsgebiet Palästina. Er begann ein Studium der Malerei an der Bezalel Academy of Arts and Design in Jerusalem, begeisterte sich aber bald für die Architektur und begann ein Architekturstudium in Belgien an der Universität Gent.
1929 kehrte Karmi nach Palästina zurück, ließ sich in Jerusalem nieder und heiratete. 1932 gründete Karmi in Tel Aviv dann ein eigenes Architekturbüro. Gemeinsam mit anderen jungen Architekten, darunter Ze'ev Rechter and Arieh Sharon, gründete man einen eigenen Kreis, der sich stark von Walter Gropius und dem Bauhaus inspirieren ließ und die Architektur des Landes in den Jahren nach der Staatsgründung Israels bestimmte. Der erste große Erfolg Karmis war der Gewinn eines Wettbewerbs zur Erweiterung des Kulturzentrums in Tel Aviv. Den Entwurf hatte er gemeinsam mit Ze'ev Rechter eingereicht.
Ab Mitte der 1950er Jahre arbeitete er häufig mit seinem Sohn Ram Karmi – einem bekannten Vertreter des Brutalismus – zusammen, der nach seinem Studium in das väterliche Architekturbüro eingestiegen war. Karmi ist außerdem der Vater der Architektin Ada Karmi-Melamede.

## Auszeichnungen
1957 erhielt Karmi als erster Architekt den Israel-Preis.

## Werke
- 1935: Wohngebäude Zharsky, 9 Gordon Street, Tel Aviv
- 1936/1937: Beit Liebling, Rechov Idelson 29, Tel Aviv
- 1946: Ausbau des Kulturzentrum Tel Aviv (gemeinsam mit Ze'ev Rechter)
- 1948: Wohnhäuser in der Huberman Straße, Tel Aviv
- 1949: Bürogebäude für die Histadrut, 91–93 Arlozoroff Street, Tel Aviv
- 1953: Erweiterung des Fredric R. Mann-Auditoriums, Tel Aviv
- 1950er Jahre: Zim-Gebäude, Rothschild Boulevard, Tel Aviv
- 1950er Jahre: Solel Boneh Arcade (auch Tamar Passage und Allenby Arcade), 111 Allenby Street, Tel Aviv (mit Arieh Sharon)
- 1955: Wohngebäude Ayala Zacks, 13 Ben Gurion Avenue, Tel Aviv
- 1960: Überarbeitung des Entwurfs des Knesset-Gebäudes von Ossip Klarwein[3][4]
- 1956–1962: El-Al-Bürogebäude, Ben Yehuda Street, Tel Aviv (mit Ram Karmi)

### Ohne Datierung

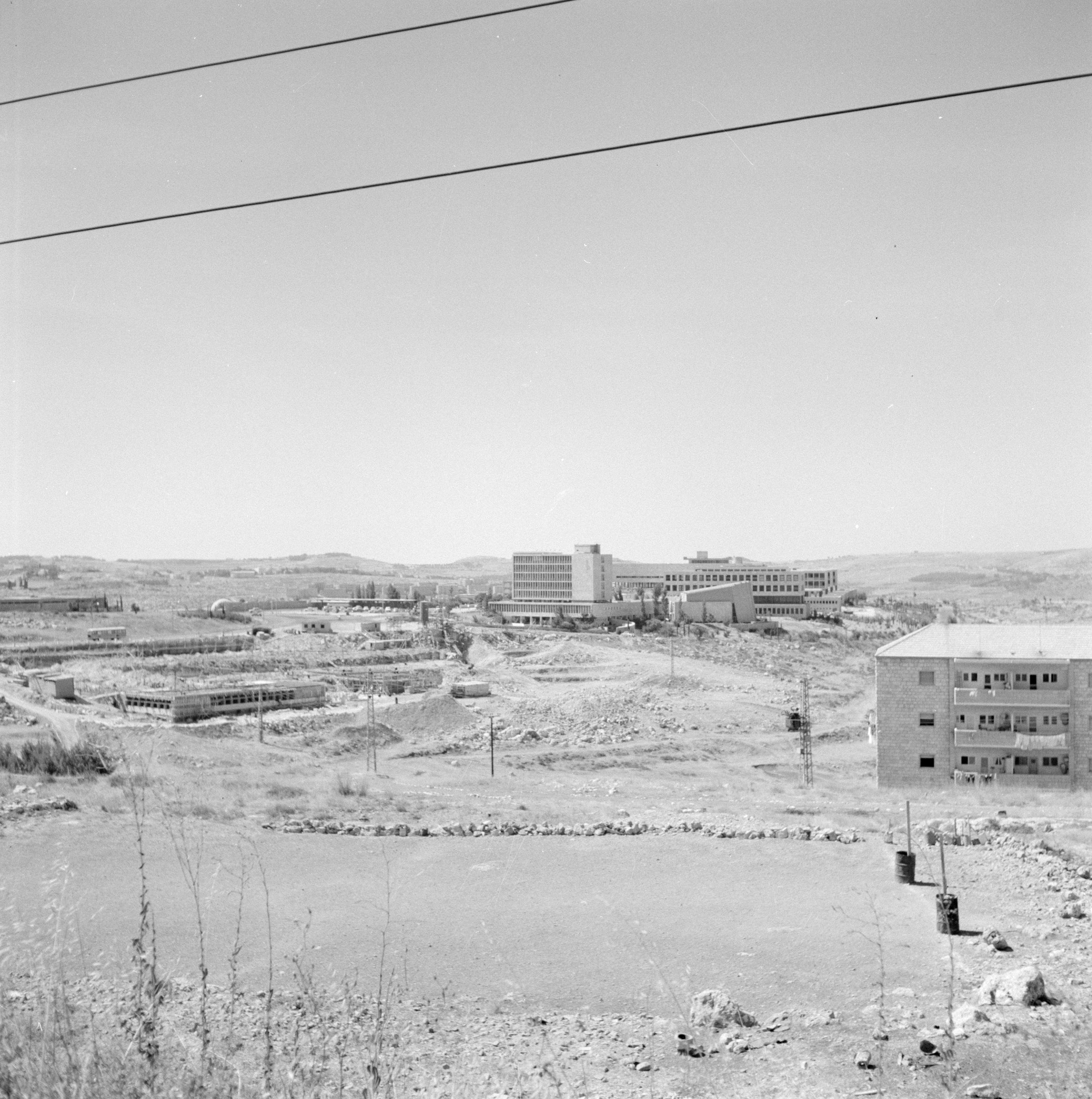
Blick 1964 südwärts über Baustellen auf den Campus Givʿat Ram zu Karmis Sherman-Bau mit fensterlosem Liftturm und Wise Auditorium unter geneigtem Dach vor weiteren Neubauten der Hebräischen Universität

Folgende weitere Gebäude erbaute Karmi außerdem:
- Writers’ House, Kaplan Street, Tel Aviv
- Nachmani Hall, Tel Aviv
- Cameri Theater (heute Beit Lessin Theater), Tel Aviv
- ORT Singalovski High School, Tel Aviv
- Rabbinischer Gerichtshof, David Hamelekh Boulevard, Tel Aviv
- Hod Shopping Center, Dizengoffstraße, Tel Aviv
- Bürogebäude, Ramat Aviv, Tel Aviv
- Wohngebäude, 1 Rosenbaum Street, Tel Aviv
- Elgaziz Haus, 5 Zlocisty Street, Tel Aviv
- Wohnhäuser, Be'eri Street, Tel Aviv
- Karmi Haus, 19 Levy Yitzhak Street, Tel Aviv
- Sherman-Bau für Verwaltung und Wise Auditorium, Hebräische Universität Jerusalem, Givʿat Ram Campus
- Forschungsgebäude, Technion, Israel Institute of Technology, Haifa

## Ausstellungen
- 2010: Dov Karmi, Architect-Engineer: Public Domestica, Tel Aviv Museum of Art[6]